# Hassan Wasswa
Hassan Wasswa (Nsambya, 14 de fevereiro de 1988) é um futebolista profissional ugandense que atua como defensor.

## Carreira
Hassan Wasswa representou o elenco da Seleção Ugandense de Futebol no Campeonato Africano das Nações de 2017.